# Nordiska Handelsbanken
Nordiska Handelsbanken var en svensk affärsbank som bildades 1919 i fusionen mellan Industribanken och Göteborgs handelsbank. Med Industribanken följde ett flertal tyngande affärer. Banken tvingades 1925 rekonstruera med hjälp av AB Kreditkassan av år 1922 och återtog därefter namnet Göteborgs handelsbank.
Under 1924 övertogs Hallands lantmannabank. Banken fick därigenom nya avdelningskontor i Falkenberg, Kungsbacka, Kungsäter, Laholm, Oskarström, Skottorp, Slöinge, Varberg, Vessigebro och Ätran.

## Uppdelning
I samband med rekonstruktionen år 1925 överfördes huvuddelen av kontorsnätet till den nybildade Göteborgs handelsbank. En del av kontoren, i synnerhet de som stammade från Industribanken, fördes över till andra banker:
- Kontor i och runt Skåne, i hög grad härrörande från Malmö folkbank, fördes över till Sydsvenska banken. Dessa fanns i Höganäs, Klagstorp, Löberöd, Osby, Sösdala, Ängelholm, Sölvesborg och Ryd.[2] Kontoren i Anderslöv, Simrishamn och Teckomatorp såldes omedelbart vidare till Skandinaviska kreditaktiebolaget.[3]
- Kontor i Uppland, främst härrörande från Roslagens folkbank, fördes över till Uplands enskilda bank. Dessa fanns i Norrtälje, Östhammar, Rimbo och Häverösund.[4]
- Några kontor i Småland fördes över till Smålands enskilda bank. Dessa fanns i Gränna, Aneby, Nässjö och Eksjö[5]